# Kattenluik

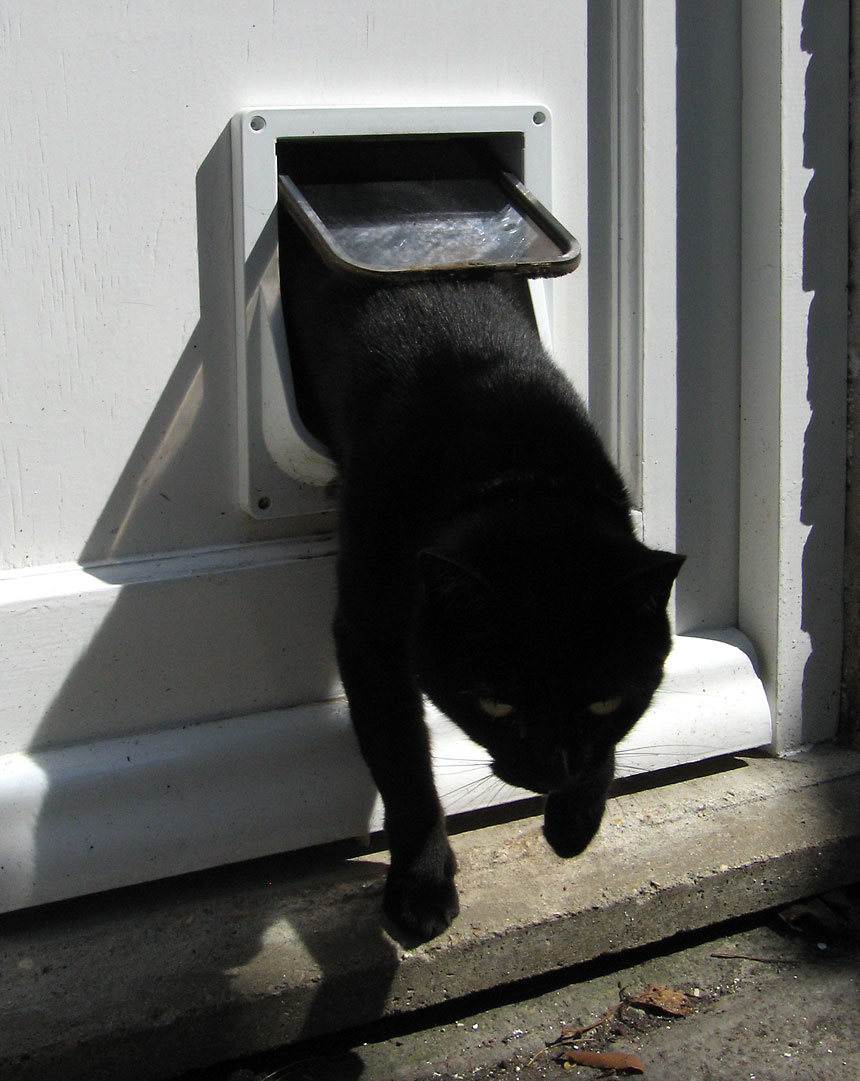
Kattenluik in gebruik

Een kattenluik is een kleine doorgang die wordt gesloten met een luik dat in een of twee richtingen kan scharnieren. Het geeft huiskatten de mogelijkheid de woning te verlaten en te betreden zonder menselijke tussenkomst, zonder de nadelen van een permanente opening.
Kattenluiken zijn in enkele landen erg populair, met name in het Verenigd Koninkrijk waar ca. 90% van de katten naar buiten kan.
Soortgelijke doorgangen bestaan ook voor honden.

## Locatie

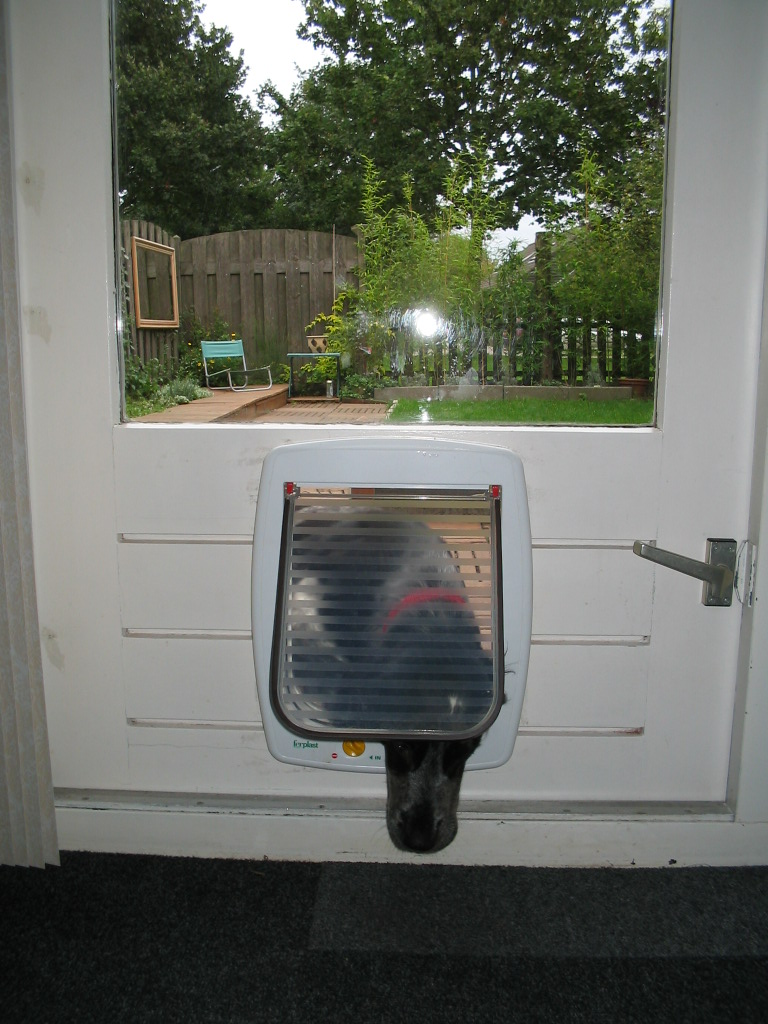
Hondenluik in een buitendeur naar terras

Katten- of hondenluiken worden meestal in deuren geplaatst, waarmee hak- en breekwerk in muren wordt vermeden. 
Ze kunnen geschikt zijn voor inbouw in deuren van verschillende dikte, glazen puien, hordeuren enz.

## Techniek
De eenvoudigste uitvoeringen zijn niet meer dan kleine gaten in een deur naar een schuur of huisje. Deze komen op het platteland in Spanje en Portugal nog vaak voor. Nadeel is dat koude en tocht hierdoor naar binnen kunnen komen. Wanneer het kattenluik enige isolatie moet bieden moet het worden afgesloten met een luik. De eenvoudigste vorm van afsluiting is door middel van neerhangende luiken, die echter makkelijk openwaaien of kunnen klepperen in de wind. Een magneet op het luik kan dit tegengaan.
Katten kunnen door een kattenluik hun prooi meenemen naar binnen; er is een baasje dat zeer moderne technologie toepast om dit tegen te gaan, met behulp van een webcam en computerprogramma voor beeldherkenning.

### Toegangsrichting

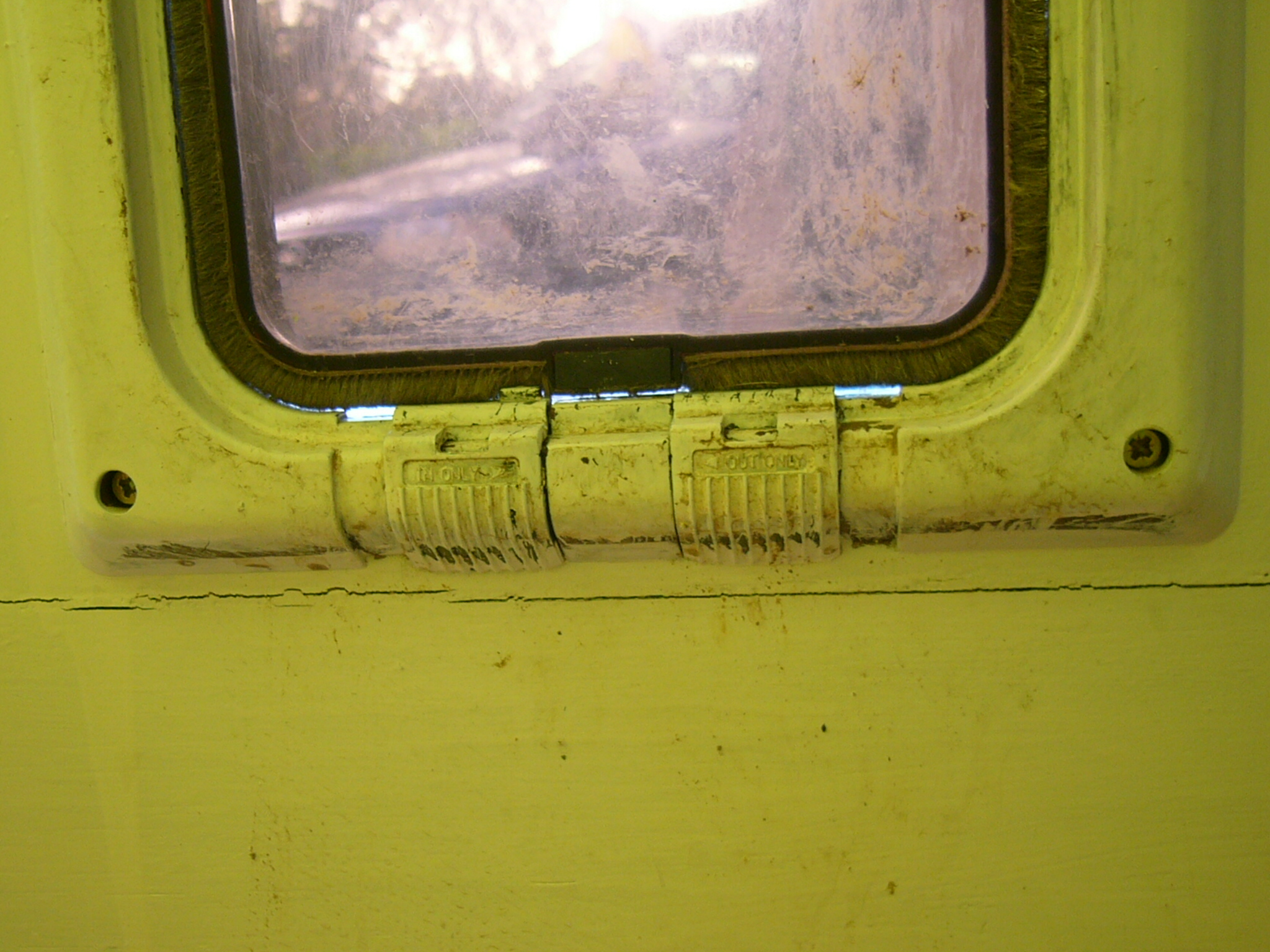
Schuifje aan kattenluiken met de standen "alleen naar binnen", "alleen naar buiten" of allebei

Veel kattenluiken hebben een voorziening waarmee de toegang kan worden beperkt.
Met bv. een schuifje kan ingesteld worden naar welke kant het luik opgeduwd kan worden. 
De mogelijkheden zijn dan:
- naar binnen en naar buiten
- alleen naar binnen
- alleen naar buiten
- helemaal dicht

Sommige katten kunnen het eenrichtingsverkeer omzeilen door het luik open te trekken in plaats van ertegen te duwen. 

### Selectieve toegang
Tegenwoordig worden steeds vaker „intelligente“ kattenluiken gemonteerd. De kat draagt dan een halsband met een infraroodzender, magneetsleutel of RFID-transponder. Daardoor kunnen ongenode gasten buiten gehouden worden, en ook kan voor andere huisdieren de weg naar buiten afgesloten blijven.
Er zijn luiken met een magnetische schuif die reageert op een bijpassende permanente magneet aan de halsband van de kat, zodat het luik dicht blijft tenzij die kat nadert, waardoor andere dieren niet door het luik naar binnen kunnen.
Luiken met infraroodslot gaan alleen open als een infraroodzendertje aan de halsband de juiste code uitzendt.
Een bijpassende ontvanger in het luik geeft dan alleen toegang aan die ene kat.
Een eigenaar van meerdere katten kan daarmee per luik bepalen welk dier er wel en niet doorheen mag.
De nieuwste ontwikkeling op het gebied van kattenluiken gebruikt ter identificatie de (inmiddels vrij gangbare) onderhuids geïnjecteerde RFID-tag ("chip"). 
Daarmee is er geen risico meer van verwonding door het dragen van een halsband.

## Verkrijgbaarheid
Kattenluiken zijn verkrijgbaar in vrijwel alle dierenwinkels en bouwmarkten. De prijs varieert sterk en is afhankelijk van ontwerp en mogelijkheden. Kattenluiken die werken met microchips zijn anno 2007 uitsluitend via internet verkrijgbaar.

## Historie
De uitvinding van het kattenluik wordt op het internet veelvuldig toegeschreven aan Isaac Newton. Charles R. Gibson daarentegen, die in 1921 schreef over het leven van Newton, beweert: "Tot op de dag van vandaag krijgen studenten in Cambridge te horen dat er twee gaten zaten in de deur van de kamer van Newton: een grote voor zijn kat en een kleinere ten behoeve van een kitten", maar stelt dat dit in flagrante tegenspraak is met "...een brief van de assistent van Newton die ons de volgende informatie geeft, uit de eerste hand en niet slechts van horen zeggen. 'Hij hield kat noch hond in zijn kamer...'". Het gebruik van een luikje is echter veel ouder, getuige de aanwezigheid van een kattenluikje in de 14e-eeuwse deur in de noordelijke toren van de kathedraal van Exeter. De kat kreeg officieel betaald, namelijk een penny per week, zoals vermeld in de archieven van de kerk uit de jaren 1305 tot 1467. Het geld werd gebruikt om de katten te voorzien van een aanvullend dieet van knaagdieren.

Om ratten en muizen op schepen te weren, werd vroeger gebruik gemaakt van katten. Door het plaatsen van luikjes hadden zij alleen toegang tot specifieke delen van het schip.

## Parodie
Is in Engeland de kat "heilig", in India is dat de koe. Een parodiërend tv-programma (met medewerking van Indiërs) heeft daarom in de jaren negentig eens een koeienluik in een woning gemonteerd, en daar een koe met koebel doorheen laten lopen.